# Graduallied
Das Graduallied, heute meist Wochenlied oder Lied der Woche, veraltet auch Hauptlied ist ein Bestandteil des evangelischen Gottesdienstes. Es gehört neben dem Psalm, dem Wochenspruch und den Lesungstexten zum Proprium des jeweiligen Sonn- bzw. Feiertages und steht mit diesen in engem Zusammenhang. Im Ablauf des Gottesdienstes wird es in der Regel vor der Lesung des Evangeliums als Lied der Gemeinde gesungen, die mit dem Lied das Gehörte in Lob und Anbetung aufnimmt. Die Reihenfolge von Wochenlied und Halleluja-Gesang ist in den einzelnen Landeskirchen uneinheitlich.
Im Evangelischen Gottesdienstbuch ist bei den nach Kirchenjahr und Anlass wechselnden Stücken des Gottesdienstes bei jedem Sonntag, Festtag oder Anlass neben Lesungen und Predigttext, Wochenspruch und Eingangspsalm auch ein Wochenlied angegeben.

## Geschichte
Das Graduallied, auf Deutsch Stufenlied (lateinisch gradus ‚Stufe‘), hat seine Wurzeln im   frühmittelalterlichen Gottesdienst. Bereits im 6. Jahrhundert war das Graduale Bestandteil der römischen Messe. Es war anfänglich ein Psalm, der zwischen den Bibellesungen gesungen wurde, doch im Zuge einer reicheren melodischen Ausgestaltung vor allem des folgenden Allelujarufs verkürzte sich das Graduale auf einen Psalmvers (psalmellus). In fränkischer Zeit wurde es üblich, es auf den Stufen des Ambos zu singen, da der Ambo dem Vortrag des Evangeliums vorbehalten war; daraus erklärt sich die Bezeichnung als Gradual- oder Stufenlied.
Martin Luther übernahm in seine Deutsche Messe den Kern des vorreformatorischen Lesungsteiles. In seiner Formula missae (1523) sah er das Graduale fakultativ vor, in der Gottesdienstordnung Deutsche Messe und Ordnung des Gottesdiensts von 1526 stattdessen ein deutsches Lied de tempore, zunächst noch als Chorgesang; später wurde daraus ein Gemeindelied.
In der katholischen heiligen Messe ist das Graduale weiterhin Bestandteil des Propriums, etwa im Gregorianischen Choral. In der Gemeindemesse wird es als Antwortpsalm bezeichnet, vielerorts wird jedoch statt eines Psalms ein zu den biblischen Texten passendes Lied als Antwort der Gemeinde gesungen.